# دياني إليس
دياني إليس (بالإنجليزية: Diane Ellis)‏ هي ممثلة أمريكية، ولدت في 20 ديسمبر 1909 في لوس أنجلوس في الولايات المتحدة، وتوفيت في 15 ديسمبر 1930 في تشيناي في الهند بسبب مرض معد.

## وصلات خارجية
- دياني إليس على موقع IMDb (الإنجليزية)
- دياني إليس على موقع قاعدة بيانات برودواي على الإنترنت (الإنجليزية)
- دياني إليس على موقع قاعدة بيانات الفيلم (الإنجليزية)